# Liste der denkmalgeschützten Objekte in Droß
Die Liste der denkmalgeschützten Objekte in Droß enthält die 8 denkmalgeschützten, unbeweglichen Objekte der Gemeinde Droß im niederösterreichischen Bezirk Krems-Land.

## Denkmäler
| Foto |                 | Denkmal                                                                                                 | Standort                                | Beschreibung | Metadaten |
| ---- | --------------- | --- | --------------------------------------- | --- | --- |
| ja   | Datei hochladen | Anlage Meierhof und bauliche Strukturen des Schlossgartens Droß HERIS-ID: 113260seit 2021               | Brauhausgasse 91, 92 Standort KG: Droß  | Das Schloss Droß liegt ein einem weitläufig ummauerten Areal, das unter anderem einen ausgedehnten Wirtschaftsbereich und einen Garten umfasst. Die ein- bis zweigeschoßigen Wirtschaftsgebäude aus dem 16. bis 18. Jahrhundert liegen im östlichen Bereich. Im Süden liegt der ehemalige Schlossgarten, der über einen eigenen Zugang erreichbar war. | BDA-Hist.: Q107531016 Status: Bescheid Stand der BDA-Liste: 2025-06-30 Name: Anlage Meierhof und bauliche Strukturen des Schlossgartens Droß GstNr.: 1/1, .39, 7, .38 Meierhof Droß |
| ja   | Datei hochladen | Wegkapelle mit Barockfiguren hl. Michael und Hl. Familie HERIS-ID: 33742 Objekt-ID: 31469               | bei Droßer Straße 262 Standort KG: Droß | Die Kapelle am nördlichen Ortsausgang ist ein halbkreisförmiger Bau mit Frontgiebel aus dem ersten Drittel des 18. Jahrhunderts die 1982 wiederhergestellt wurde. Sie hat ein Holzgitter sowie eine barocke Statue vom Typus Maria mit Kind auf der Mondsichel. Seitlich davon stehen auf einem wuchtigen Volutenpostamenten zwei Statuengruppen: eine Statue der Hl. Familie mit Stifterinschrift und eine Gruppe hl. Michael stürzt Luzifer, bezeichnet mit 1717. | BDA-Hist.: Q37953695 Status: Bescheid Stand der BDA-Liste: 2025-06-30 Name: Wegkapelle mit Barockfiguren hl. Michael und Hl. Familie GstNr.: 897/6                                  |
| ja   | Datei hochladen | Gasthaus Zu den drei Rosen, ehem. Vorspannhof HERIS-ID: 33740 Objekt-ID: 31467                          | Herrengasse 48 Standort KG: Droß        | Der ehemalige Vorspannhof ist ein zweigeschoßiger, im Kern spätmittelalterlicher Bau mit Schopfwalmdach aus dem 15./16. Jahrhundert. Er ist durch rustikale Lisenen und Kordonbänder des 18. Jahrhunderts gegliedert, ist durch ein geschweiftes Gartentor zugänglich und hat ein schmiedeeisernes Hauszeichen des Rokoko. Im Inneren gibt es Holzbalkendecken, die wohl auf das 15./16. Jahrhundert zurückgehen.                                                   | BDA-Hist.: Q37953673 Status: Bescheid Stand der BDA-Liste: 2025-06-30 Name: Gasthaus Zu den drei Rosen, ehem. Vorspannhof GstNr.: .73, 116/2                                        |
| ja   | Datei hochladen | Kath. Pfarr- und Wallfahrtskirche Maria Fatima HERIS-ID: 49605 Objekt-ID: 53503                         | Kirchenplatz 114 Standort KG: Droß      | Die südlich des Schlosses gelegene Pfarr- und Wallfahrtskirche Maria Fatima ist ein wuchtiger Bau in Formen des Heimatstils mit einem seitlich gestellten Turm. Sie wurde 1949 bis 1953 von Helmut Schopper erbaut. | BDA-Hist.: Q30862322 Status: § 2a Stand der BDA-Liste: 2025-06-30 Name: Kath. Pfarr- und Wallfahrtskirche Maria Fatima GstNr.: .128 Wallfahrtskirche Maria Fatima, Droß             |
| ja   | Datei hochladen | Gutshof, Schäferhof HERIS-ID: 57993 Objekt-ID: 68382                                                    | Schäferhof, 44, 45 Standort KG: Droß    | Der Schäferhof war der Gutshof des Schlosses. Zu ihm gehört ein zweigeschoßiger Schüttkasten aus dem 17. Jahrhundert mit Resten von Ortstein- und Kordonbandsgraffitogliederung. | BDA-Hist.: Q38079833 Status: Bescheid Stand der BDA-Liste: 2025-06-30 Name: Gutshof, Schäferhof GstNr.: .77/2, 901, .77/1, .77/3                                                    |
| ja   | Datei hochladen | Schloss Droß HERIS-ID: 33741 Objekt-ID: 31468                                                           | Schloßstraße 1 Standort KG: Droß        | Die dreigeschoßige Vierflügelanlage mit Umfassungsmauer stammt aus dem 16. Jahrhundert. Sie wurde 1726 durch Johann Georg Pichelsdorf barock um- und ausgebaut. Im 12. Jahrhundert befand sich an dieser Stelle ein Festes Haus der Herren von Drozze. | BDA-Hist.: Q37953683 Status: Bescheid Stand der BDA-Liste: 2025-06-30 Name: Schloss Droß GstNr.: .37, 8, 9, 10, 11 Schloss Droß                                                     |
| ja   | Datei hochladen | Aufbahrungshalle, ehem. Pfarrkirche hl. Georg und ehem. Schlosskapelle HERIS-ID: 58770 Objekt-ID: 69591 | bei Schloßstraße 1 Standort KG: Droß    | Die im Osten vor dem Schloss und über dem Ort gelegene Aufbahrungshalle ist eine ehemalige Schlosskapelle und die frühere Pfarrkirche von Droß. Das romanische, innen barockisierte Langhaus mit frühgotischem Chor und Dachreiter stammt aus der ersten Hälfte des 14. Jahrhunderts. | BDA-Hist.: Q2244551 Status: § 2a Stand der BDA-Liste: 2025-06-30 Name: Aufbahrungshalle, ehem Pfarrkirche hl. Georg und ehem. Schlosskapelle GstNr.: .106 Schlosskapelle Droß       |
| ja   | Datei hochladen | Bründlmadonna, Bründlkapelle HERIS-ID: 77108 Objekt-ID: 90713                                           | Standort KG: Droß                       | Die Bründlkapelle nordöstlich des Ortes wurde 1980/1981 abgetragen und neu errichtet. Darin befindet sich eine Immaculata-Statue aus der Mitte des 18. Jahrhunderts. | BDA-Hist.: Q38148518 Status: § 2a Stand der BDA-Liste: 2025-06-30 Name: Bründlmadonna, Bründlkapelle GstNr.: 1243 Bründlkapelle, Droß                                               |